# Leila Hatami
Leila Hatami, pers. لیلا حاتمی (ur. 3 lutego 1974 w Teheranie) – irańska aktorka filmowa i telewizyjna. 

## Życiorys
Córka wpływowego irańskiego reżysera Alego Hatamiego i aktorki Zahry Hatami. Po szkole średniej przeniosła się do Szwajcarii, gdzie zaczęła studiować inżynierię mechaniczną na Politechnice Federalnej w Lozannie. Po kilku latach zmieniła jednak kierunek na literaturę francuską. Gdy uzyskała dyplom, powróciła na stałe do rodzinnego Iranu.
Jej właściwy debiut na dużym ekranie to tytułowa rola w filmie Leila (1997) Dariusha Mehrjui, za którą zebrała entuzjastyczne recenzje. Niedługo później nadeszły kolejne sukcesy. Została laureatką nagrody dla najlepszej aktorki na MFF w Karlowych Warach za kreację w Ostatnim kroku (2012) w reżyserii swojego męża Alego Mosaffy. Za główną rolę w Rozstaniu (2011) Asghara Farhadiego zdobyła zbiorowego Srebrnego Niedźwiedzia dla najlepszej aktorki, przyznanego na 61. MFF w Berlinie żeńskiej obsadzie filmu. 
Zasiadała w jury konkursu głównego na 67. MFF w Cannes (2014) oraz na 79. MFF w Wenecji (2022).